# Meli Witran Mapu

Imagen del Meli witran mapu.

Meli witran mapu (mapudungun, tierra de los cuatro lugares), en la cosmovisión mapuche, es la representación de la tierra y sus cuatro puntos cardinales.

## Descripción
A diferencia de la costumbre occidental, el punto principal de referencia no es el norte, sino el este (puel), lado del que nace el sol y al que se mira al orar a las deidades y los antepasados. Además, el orden habitual al nombrar los puntos cardinales y las direcciones es en contra del giro de los punteros del reloj: Puel (este), Pikun (norte), Lafken (oeste) y Willi (sur). Esto da las tierras mapuches de acuerdo a su cosmovisión:
- Puel Mapu
- Pikun Mapu
- Lafken Mapu
- Willi Mapu

Suele ser la decoración sobre la membrana del cultrún (< kultrung), un tambor ceremonial. Representa la estructura cósmica y su división en cuatro áreas o puntos cardinales.

## La rotación en el mundo mapuche
En la Cosmología mapuche todo (el día y la noche, las estaciones del año y la misma vida) se relaciona con ciclos. Estos ciclos son habitualmente representados en su iconografía con elementos simbólicos y actos rituales, entre otros. La tüway (del mapudungún: tüway ‘rotación’) está presente en distintos aspectos de las costumbres mapuche, como en el giro que desarrolla el sol durante el día entre el Puel Mapu (del mapudungún: Puel mapu ‘Tierra al oriente’) y el Lafken Mapu (del mapudungún: Lafken mapu ‘tierra al poniente’), o en el Ngillatun y el sentido del giro del awün. 

### La ley natural de la rotación
La ley natural de la rotación es siempre de man (del mapudungún: man ‘derecha’) a wele (del mapudungún: wele ‘izquierda’) en el plano horizontal del Nag Mapu o en un plano de corte por el Wall Mapu.
Cualquier movimiento en el espacio, determinado por el uso del mismo, que facilite la comprensión de la rotación adecuada alcanzará la pertinencia del espacio en el acto.

## Los elementos
El elemento más importante de la naturaleza es el antü (del mapudungún: antü ‘sol’). La trayectoria de este es el referente de la mogen (del mapudungún: mogen ‘vida’) mapuche, desde su nacimiento en el Puel Mapu hasta su muerte en el Lafken Mapu. El amanecer (wün, liwen), sobre todo en el momento que "raya el sol", tiene una significación especial pues representa el origen, el comienzo, la renovación de la existencia.

### Número de elementos
Existen los meli duam (del mapudungún: meli duam ‘cuatro elementos’) que representan las meli newen (del mapudungún: meli newen ‘cuatro fuerzas’) ordenadoras del mundo mapuche:
- Agua: Representada en fücha (del mapudungún: fücha ‘hombre viejo’), ko (del mapudungún: ko ‘agua’) es la organizadora de la vida de la tierra, en sí representa la salud.
- Aire: Representado en ülcha (del mapudungún: ülcha ‘mujer joven’) es la fuerza del waywen (aire), dadora de la vida de la Tierra. El aire transformado en viento limpia y ventila, pero incontenido destruye.
- Fuego: Representado en weche (del mapudungún: weche ‘hombre joven’) es la fuerza del poder, la vida misma. Elemento organizador de la vida comunitaria de la tierra. El kütral (del mapudungún: kütral ‘fuego’) es un elemento permanente al interior de un recinto habitado; nunca debe apagarse.
- Tierra: Representada en kude (del mapudungún: kude ‘mujer anciana’) es la fuerza de la mapu (tierra). Materia y lugar en que desarrolla la vida del mapuche y la naturaleza con la que se relaciona.

### Los elementos para la Machi
Para la Machi, según el antropólogo Pedro Mege, existen elementos que se configuran a partir de un escenario de significantes elementales dados por:
- Agua: Ko (del mapudungún: ko ‘agua’) como flujo que emerge del pozo, esencial para la vida y la salud, lava y purifica. "Es un lugar marcado muy especial dentro de la geografía cultural mapuche."[1]
- Amanecer: el elemento que facilita el retiro para el tránsito definitivo.
- Neblina: Trukur (del mapudungún: trukur ‘neblina’) supone el estado que permite la permeabilidad de la tierra del Wall Mapu, es el elemento que al disolver los límites como tal, permite en la iniciación el tránsito entre el mundo visible y el invisible. "La neblina, al confundir cielo y tierra ambigüedad: ora abriendo, ora impidiendo el acceso al otro mundo."[2]
- Norte y Sur: Pikun y Willi, como elementos contrapuestos, son los causantes de la inestabilidad del ambiente y el espíritu.
- Noche: Pun (del mapudungún: pun ‘noche’) es el elemento de las fuerzas del mal, es en la noche que la machi vence la fuerza del mal.
- Trueno: Tralkan (del mapudungún: tralkan ‘trueno’) es el elemento fundamental de la iniciación y consagración de la machi, "supone el golpe del trueno un pasaje fulminante y una iniciación automática que cae del cielo".[1]

### Los colores para los mapuches
Entre los mapuches, el color está íntimamente asociado a la visión del cosmos y sus respectivas plataformas:
- El blanco (del mapudungún: lig ‘blanco’)[3] y el azul[4]–representado por sus tres gamas: violeta (awawe), morado (koñoll) y celeste (payne) - representan a los cuatro colores naturales del cielo, las nubes y sus cambiantes tonalidades, de acuerdo a las condiciones climáticas y meteorológicas de las estaciones del año. Ellos son los colores óptimos y los veremos frecuentemente en los niveles concretos de la vida cotidiana, tales como los pañuelos con que las mujeres mapuches cubren sus cabezas, las prendas de vestir, la pintura de las habitaciones y la decoración y ornamentación generales. Asimismo, el blanco y azul son los colores rituales por excelencia, presentes en los principales emblemas de la machi y del Ngillatun. Estos cuatro colores están siempre presentes en la visión del espacio sobrenatural benéfico. Sin embargo, su ordenación respectiva no parece ser fija ni estar regida por principios normativos, puesto que ellos son colores percibidos naturalmente en el cielo según el azar de las alternativas meteorológicas o climáticas.
- El negro (del mapudungún: kurü ‘negro’) simboliza a la noche (del mapudungún: pun ‘noche’), la oscuridad, la lluvia y las tinieblas; a la brujería, los espíritus del mal y la muerte. El negro compacto utilizado como único color en la vestimenta, es considerado sospechoso por asociarse al calcu o al wekufe.
- El rojo (del mapudungún: kelü ‘rojo’) se asocia comúnmente a la lucha o pelea (kewal), al belicismo o guerra (del mapudungún: awkan ‘guerra’) y a la sangre (del mapudungún: mollfüñ ‘sangre’); consecuentemente, el rojo es color prohibido en el Ngillatun. Sin embargo, el rojo también posee connotaciones positivas al relacionarse con las flores del campo y, en especial, con el copihue mapuche.
- El verde (del mapudungún: karü ‘verde’)[5] simboliza a la naturaleza en todo su esplendor y exuberancia; es el color de la germinación de la tierra y, por ende, de su fertilidad y el color de la propia tierra.